# سزجو
سُزجو (ترکی استانبولی: Sözcü) (معنی: سخنگو) یک روزنامه در ترکیه است، که از ۲۰۰۷ به زبان ترکی در این کشور چاپ می‌شود.